# 깃발없는 기수
"깃발없는 기수"(깃발없는 旗手)는 1980년에 개봉한 대한민국의 영화이다.

## 줄거리
한국이 일본으로부터 해방된 후 기자의 정치적 이념 갈등을 다룬 반공 영화.

## 캐스팅
- 하명중 : 허윤 역
- 김영애
- 고두심 : 윤임 역
- 송재호 : 형운 역
- 주현 : 이철 역
- 윤양하 : 순익 역
- 김희라 : 곰 역
- 이일웅
- 이종만
- 박암
- 이경희
- 곽정희
- 장순자
- 홍종현
- 이동수
- 김지환
- 주상호
- 이승일
- 나갑성
- 김월성
- 신찬일
- 박부양
- 신동욱
- 김수경
- 이예민
- 최석
- 장정국
- 김우석
- 김기범
- 유명순
- 양춘
- 정지희
- 장동휘 : 단장 역 (특별출연)